# 呕吐戈尔三部曲
呕吐戈尔三部曲（英語：Vomit Gore Trilogy）是由路西尔·维纶泰恩編劇和導演並由No Body製作的美國加拿大合拍超現實心理恐怖故事片三部曲。导演创造了“呕吐戈尔”一词来描述這三部曲开创的恐怖片次类型。电影采用非線性敘事方式，圍繞著十幾歲離家出走的安杰拉·阿伯丁展開，她是一名患有貪食症的脫衣舞孃。三部曲主要關注与呕吐、同类相食、血腥的性暴力、酷刑和謀殺等有关的情况。
這三部電影都只獲得了有限的影院發行，並由發行商Unearthed Films發行了DVD。三部曲大多受到評論家的负面评价，他們批評其淫秽和對暴力侵害婦女行為的描述。

## 电影

### 屠宰呕吐娃娃（Slaughtered Vomit Dolls，2006）
為了維持生計，安杰拉·阿伯丁開始當妓女。隨著她的貪食症惡化，她開始出現一系列幻觉，在幻覺中她體驗到她的脫衣舞女同伴以及其他各種人的死亡。這部電影的DVD發行和有限影院上映都在2006年2月14日。

### 血祭祀（ReGOREgitated Sacrifice，2008）
如今身處地獄的安杰拉遇到了一对雙胞胎魅魔，對她進行性暴力折磨和虐待。這部電影的DVD發行和有限影院上映都在2008年6月13日。

### 慢性折磨呕吐室（Slow Torture Puke Chamber，2010）
三部曲的最後一部電影，於2010年上映。